# شرقاوة (أولاد يوسف)
شرقاوة هو دُوَّار يقع بجماعة سيدي محمد بن رحال، إقليم سطات، جهة الدار البيضاء سطات في المملكة المغربية. ينتمي الدوّار لمشيخة أولاد يوسف التي تضم 15 دوار. يقدر عدد سكانه بـ 191 نسمة حسب الإحصاء الرسمي للسكان والسكنى لسنة 2004.

## روابط خارجية
- البوابة الوطنية للجماعات الترابية نسخة محفوظة 12 مارس 2018 على موقع واي باك مشين.
- المندوبية السامية للتخطيط